# ポートシカゴの惨事
ポートシカゴの惨事（ポートシカゴのさんじ、英: The Port Chicago disaster）はアメリカ合衆国・カリフォルニア州のポートシカゴ海軍兵器庫で、1944年7月17日に発生した壊滅的な爆発事故である。
太平洋の戦域に向かう貨物船に積み込んでいた弾薬が大爆発して、320名の水兵と民間人が死亡し、390名が負傷した。死傷者の大半は徴募されたアフリカ系アメリカ人の水兵であった。
事件1ヶ月後、相変わらず危険な状況が継続したままであることは、何百人もの水兵を弾薬を積み込むことを拒否するよう駆り立てた。この出来事は「ポートシカゴの反逆」として知られている。50名の男、通称「ポートシカゴの50人」は、反逆の罪で有罪判決を受けて、懲役刑に処された。50名の内47名は1946年1月に釈放されたが、残りの3名はさらに数ヶ月間を刑務所で過ごした。
軍法会議の期間中とその終了後も、会議の手続きの公正さと適法性について疑問の声が高まっていった。世論の圧力によって米国海軍は1945年に軍法会議委員会を再招集した。法廷は有罪判決を再確認した。事件をめぐり広く知れ渡った評判は、それをアフリカ系アメリカ人を対象とする人種差別に反対するアメリカ人の間で有名な訴訟事件に変えた。1944年-1945年のこの事故とその他の人種関連での海軍に対する抗議活動は、海軍にこれまでのあり方を変えさせて、1946年から軍における人種差別撤廃の契機となった。1994年にポートシカゴ海軍兵器庫ナショナル・メモリアルがこの惨事で失われた生命に捧げられるために設立された。

## 背景

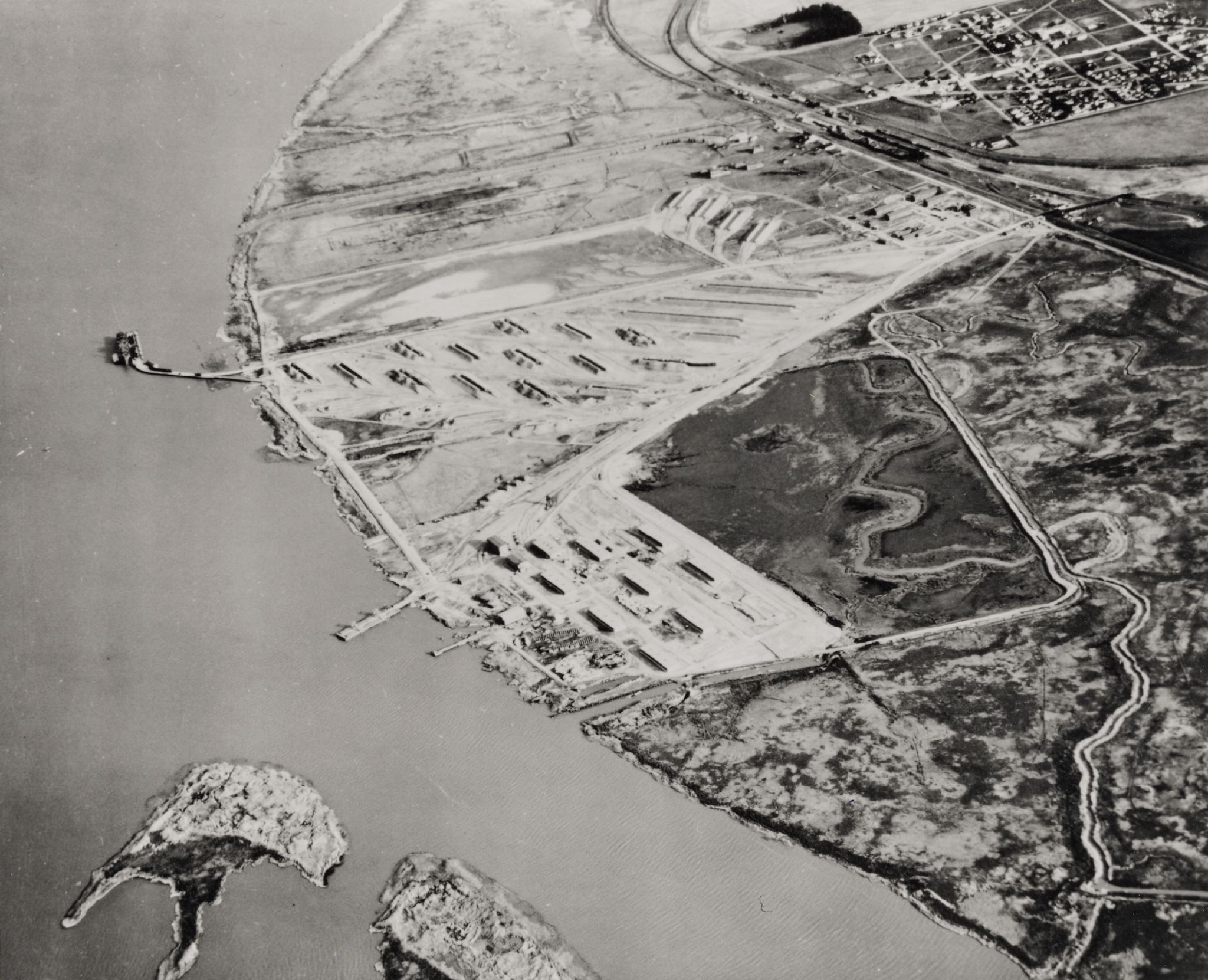
1944年前半の航空写真。ポートシカゴの町は右上にある。

ポートシカゴの町は、サクラメントとサンワーキン両川の河口であるサスーン湾に面していた。サスーン湾はサンフランシスコ湾そばの太平洋につながっている。1944年に、ポートシカゴ海軍兵器庫は町から1マイルほどのところにあった。後にそれは拡張され、コンコード海軍兵器廠と名前を変えた。最初の兵器庫は1941年に計画され、真珠湾攻撃の直後に建設が始まった。ポートシカゴのドックに最初に入渠した船は1942年12月8日に荷物が積まれた。
兵器庫を通して輸送される軍需品は、爆弾、砲弾、水雷、魚雷と小銃弾薬であった。太平洋の戦域で使用予定の軍需品は、鉄道や人力、クレーンとウインチで貨物船に荷物を積み込まれて、ポートシカゴ基地に届けられた。ポートシカゴの荷役としての志願兵は、アフリカ系アメリカ人であった。一方全ての指揮官は白人系アメリカ人であった。志願兵の各々はグレートレークス海軍基地(NSGL)での滞在中に海軍水兵としての訓練がなされた。しかし実際は水兵としてではなく、港湾労働者として任務地に配属された。新米兵士の誰も、弾薬装填の方法すら教授されなかった。

## 兵員の力量
NSGLでテストの結果上位25-40%だったアフリカ系アメリカ人は非労働任務のために選ばれた。シカゴ港にはそれらの残りから人員が配置された。シカゴ港のアフリカ系アメリカ人の下士官の質は高学力水準の黒人の欠如を被り、全体的な能力レベルはシカゴ港がときおり他の基地への転属のために明確な記録のある人員の選抜を求められたためにさらに低下を余儀なくされたと、海軍は判決した。シカゴ港の下士官のための海軍一般分類検査(GCT)の結果は平均で31で、それは海軍の12番目の最低水準であった。シカゴ港の将校らは下士官を頼りにならず、感情的で、命令や指示を理解したり、覚える能力が欠如していると考えていた。
一部労役者からは部下の懸念を上層部に伝えるには無能で役立たずとみなされていた黒人下士官によってシカゴ港の黒人応募兵らは指揮されていた。下士官は部下らとは根本的に違う利害関係を持つものと見なされた。彼らは「奴隷監督」と「アンクル・トム」として揶揄された。下士官と部下らは、時に互いに反目しあった。
メリル・T・キンネ大佐（爆発の時点のポートシカゴ基地の指揮官）は1915年から1922年まで海軍で勤めた後、退役し民間の貨物船に配属され、1941年に民間人生活から海軍に復帰した。彼がシカゴ港を指揮するため派遣されることに先立って弾薬積込みについてトレーニングを受けることはなかったし、それらを扱った経験もほとんどなかった。キンネの下に配属されている積込み士官らは彼らがメア島海軍工廠に配属されるまで弾薬取り扱いの訓練を受けることはなく、配属後に任務に向くとみなされるようになっていくのである。

## スピードコンテストと安全なトレーニング
キンネ大佐がポートシカゴの指揮権を握った時、1944年4月から積載士官はより速く爆発性貨物を積み込むために志願兵を顎で使っていた。ハッチ1つにつき毎時10トンという値はネルソン・ゴス大佐（メア島海軍工廠司令官）によって望ましい水準として示された。彼の管轄区域にはポートシカゴ海軍兵器庫も含まれた。大半の積載士官はこの目標値をあまりにも高いと思った。目立つ黒板にキンネはクルーの時間毎の平均総トン数を書き入れて計算した。下級士官は自身の100名単位の（ポートシカゴの「ディビジョン」と呼ばれる）兵員を応援して互いに賭をして、自身のクルーが他より多くの荷物を積み込ませるようにした。志願兵は、賭けの公に承認されない性質に気づいており、上官が現われた場合は常に、より合理的なペースに速度を落とすよう気遣った。1944年7月まで主要な月にポートシカゴで成し遂げられる平均率はハッチ1つあたり毎時8.2トンであった。メア島の商業的な港湾労働者は1ハッチあたり毎時8.7トンで、僅かながらよいパフォーマンスで行うだけだった。
ポートシカゴには確かな士官を養成するシステムがなかった。一方で男たちは安全規定を熟知していた。士官に命じることにより、2つの正式な講義といくつかの非公式な講義を志願兵に受けさせた。しかしここで得た知識の継続した確認は行われなかった。安全規定は桟橋の一カ所に掲示された。しかし、兵舎の各々で掲示されたわけではないためにキンネは志願兵がそれを理解することができるとは考えなかった。国際港湾倉庫労働者組合(ILWU)は大隊を訓練できる経験豊かな者を派遣することが出来ると海軍に申し出た。これによって軍の安全でない慣例の知らせに対応しようとした。しかし海軍指導部は申し出を断った。民間人の港湾労働者によるより高い経費、より遅いペース、考えられるサボタージュを恐れたからである。ポートシカゴに配属される志願兵は、船の中での爆薬の取り扱いと積載についてこれまで正規のトレーニングを受けてこなかった。士官もまたトレーニングを受けなかった。任務が士官トレーニングを含む、ポートシカゴの積載士官であるアレキサンダー・ホールマン少佐はトレーニング資材とサンプルの調査を開始したが、災難が襲ってくる前に、実務講習を体系化できなかった。

## ウインチのメンテナンス
パワード・ウインチが重い荷の取り扱いを迅速にするために貨物船で使用された。1つのウインチは船の5つの貨物室の各々で操作された。積載操作の間、ウインチは使用し続けるために安定したメンテナンスを必要とした。荷物が様々な力のセッティングを使ってブレーキの調整によってより速く動かすことが出来たので、ウインチ・ブレーキ（ウインチ主電源が停止しても、荷物が落ちることなく停止される安全装置）はウインチ・オペレータによってあまり用いられなかった。そして使われなくなったブレーキは時々動かなくなって作業が停止した。わずか5ヶ月間ではあったが蒸気船「E.A.ブライアン」の上のウインチは蒸気で動いて、摩耗の兆候を示した。
1944年7月13日、「E.A.ブライアン」がポートシカゴに停泊した日に、船の1番船倉のウインチが「オフ」の位置のまま動けないのを発見された。蒸気圧が中断されるならばウインチを自由に操作できたが、これは重要な「停止する能力」が欠如していることを暗に意味した。船の一等航海士とチーフ・エンジニアはウインチを調べるために電話を受けた。しかしウインチが使用可能かどうかは判然としなかった。7月15日の積載活動の間、船内のNo.2のウインチがハンマーで打つような雑音を発し始めた。その主要なベアリングが翌朝7月16日に取り替えられるまで、グリスを均一に塗布することでその日の夜はそれで急場をしのいだ。7月17日の午後に、ウインチNo.4の吹き出し弁は、至急修理を必要とした。ピッツバーグの公務員配管工であるアルバート・カーはそれを取り替えるために電話を受けた。カーは管の継ぎ手を吹き出し弁から引き抜いて、ポートシカゴの店から持ってきた新しい在庫から、管の継ぎ手と弁を交換した。作業中に彼は、男が木の桟橋の上に砲弾を2フィート(60cm)落とすのを偶然目撃した。しかし、爆発はしなかった。カーはアフリカ系アメリカ人のウインチ・オペレータが新しく修理されたウインチをテストするまで待ち、その結果操作全体が危険だと判断し、そして急いで桟橋を去った。

## 弾薬の取り扱い
志願兵は命に関わる爆薬で作業することに対しては慎重であったが、より大きな弾薬が非作動状態のため爆発することはないと士官から説明を受けた。つまり、戦域へ到着した時点で信管を装備すると言うことだった。爆弾や砲弾などの大型弾薬の取り扱い業務には次のようなことが含まれていた。有蓋貨車に、マットにしっかり包まれて積まれている弾薬をてこやバールを使って一つずつ梱包を破って取り出すこと、グリースで覆われた重い円柱状の本体を持ち上げること、弾薬を木製の桟橋を転がして運び、網で梱包すること、ウインチやブームで持ち上げ、船倉に降ろすこと、そして一つ一つの弾薬を少し離れたところにある決められた場所にきちんと手で降ろすこと。この一連の作業は荒々しく、砲弾は破損して弾頭から識別用の染料が漏れ出すこともあった。
ポール・P・クロンク中佐（沿岸警備隊爆薬積載特別任務の指揮者）は、海軍に現在の状況は安全ではなく、災難の危機が迫っていると警告した。しかし海軍は今までの手順を変えることを拒否した。そのためクロンク中佐は特別任務から退いた。

## 爆発

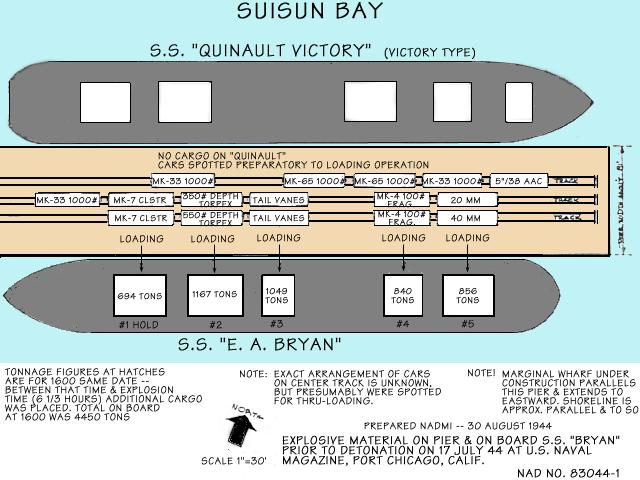
貨物のタイプと重さの推計による桟橋（爆発直前のポートシカゴの有蓋貨車と船）の再現画像。

リバティー船「E.A.ブライアン」は1944年7月13日の午前8時15分にポートシカゴ唯一の1500フィート(460m)桟橋の中央部についた。船の貨物室は空の状態で到着したが、太平洋を横断するために燃料庫Cに5,292バレル（841,360リットル）を給油し、燃料を満載した。同日午前10時に兵器大隊の水兵は、船に弾薬を積み込み始めた。4日間不休で積載作業が行われ、爆薬のおよそ4,600トンが積み込まれ、同船は7月17日の夕刻までに貨物室のおよそ40%を積載した。
同日午後10時に、ディビジョン3の98名の部下は「E.A.ブライアン」の3番船倉に1000ポンド(450kg)の爆弾、5番船倉に40mm砲弾、4番船倉にクラスター爆弾を搭載していた。焼夷弾も同様に搭載していた。これらの爆弾はそれぞれ650ポンド(290kg)の重さで、彼らが起爆装置を取り付けたため、「爆発可能」な状態であった。焼夷弾は1番船倉―まだ作動が不安定なウインチ・ブレーキによる運搬―に一つずつ慎重に爆弾を搭載していった。
有蓋貨車による荷役作業により、新設計の航空爆雷（トーペックス爆薬252ポンド(110kg)を搭載したマーク47）を含んでいる弾薬を2番船倉に搭載していた。トーペックス爆薬はTNT火薬と比べて外部からのショックとコンテナの衝撃に敏感だった。桟橋の上に3つの平行した鉄道支線上には、およそ430トンの弾薬を積んでいる16台の鉄道車両があり、全部で桟橋の上および船内の弾薬はおよそ2,000トンのTNT火薬相当に上った。
ディビジョン6（多くがNSGLによるトレーニングを経たばかりの新米兵士）の102名の水兵は、真夜中に始まる任務である、爆薬の搭載に備えて新造されたビクトリー船「キノールトビクトリー」に装備を搭載するために忙殺されていた。「キノールトビクトリー」は精製途上の原油を収容していた。そして、その一部は攪拌により時間と共に、または即座に可燃性ガスを放出するタイプだった。燃料（7月17日正にシェル石油会社マーティネズ精油所に運ばれる）は通常次の24時間で他の燃料タンクに水路で運搬される。
67名の士官と2隻の船の乗組員はステーションにいた。そして、様々なサポート要員として3名の民間人列車乗員と海兵隊員の歩哨たちが立ち会っていた。9名の海軍士官と29名の武装した警備員は、手順を見守った。5名のクルーと共に沿岸警備隊の消防はしけは、桟橋でドックに入れられた。午後10時の直後にドックを出た士官は、「キノールトビクトリー」のプロペラがゆっくり回転している事、そして弾薬がとてもきつく詰め込まれていたので、ディビジョン3の男が鉄道車両から弾薬を搬出するのに苦労していたことに気がついた。
午後10時18分、目撃者は金属音と材木が裂けている音を聞いていることを報告した。そしてその直後、桟橋で爆発が起き、直後に火災も発生した。「E.A.ブライアン」の貨物室内、およびその周辺の大部分の兵器が約3マイル（直径4.8 km）もの巨大な火の玉となって爆発し、5秒後、6秒後、7秒後により強力な爆発が立て続けに発生した。相当な量の強烈に熱い金属と燃えあがる兵器は上空12,000フィート(3,660m)以上まで吹き上がった。「E.A.ブライアン」は完全に破壊された。一方「キノールトビクトリー」は爆発により水面から浮き上がり、いくつかの区画に分かれ、四方に弾け跳んだ。船尾は500フィート(150m)離れた水面に、ひっくり返った状態で着水した。米国沿岸警備隊消防艇CG-60014-Fは600フィート(180m)川上へ弾き飛ばされ沈没した。桟橋は、有蓋貨車、機関車、レール、貨物と人間共々ばらばらに吹き飛ばされた。近くの有蓋貨車は真夜中に荷を降ろすため護岸の中で待っていたが、衝撃によって破壊された。港の兵舎と周囲の町は多くがひどく損害を受けた。強烈なガラスの破片と鋭い金属片と不発の弾薬によって軍人と民間人の双方に更なる怪我人が発生した。しかし、桟橋の外のエリアでは死者は出ていない。約990万ドル相当（現在の価値で1億2000万ドル）の損害はアメリカ政府の資産から負うこととなった。カリフォルニア大学バークレー校の地震計が地中を伝わる2つの衝撃波を感知した。そしてマグニチュード3.4の地震に相当する第2のより大規模な振動を確認した。
桟橋で当番だった人員320名は即死、390名の民間人と軍人が負傷した。消防はしけで任務に当たっていた5名の沿岸警備隊員も死者に含まれた。死亡したアフリカ系アメリカ人は202名、怪我を負ったのは233名で、これは第二次世界大戦の間に全てのアフリカ系アメリカ人の海軍の犠牲者の15%を占めた。海軍兵士は、火災を食い止めて、他の爆発を防止するために、迅速に対応した。怪我は治療され、重傷者は入院した。そして無傷の軍人は最寄りのステーションに避難した。

## 余波
火災が収まった後、桟橋の残りから残骸を片付けるという恐ろしい任務が待ち構えていた。人体の破片と死体が散らばっていたためである。320名の死者の内、51名の身元が特定できたにすぎなかった。大部分の無傷の水兵は、片付けを手伝い、基地を復旧すると申し出た。ディビジョン2は片付けをするグループと外へ移動するグループに分けられた。ディビジョン1とディビジョン5とディビジョン7の兵員は遠方に再度設定された他の任務のために、出航した。ディビジョン2の片付け仕事の詳細は、桟橋の残骸を深く掘り下げ、損害を受けた部分を除去することである。8月から始まって、ディビジョン4とディビジョン8、ディビジョン2の分けられた両方のグループはメア島からヴァレーホのライダー通り海軍兵舎へ移動した。そこで彼らは、船に荷を積むことなく兵役を課せられた。
男達はショックのただ中にあった。全員がナーバスであった。彼らの多くは海軍によって友人や船員仲間が死んだ深刻な事件を生き残った水兵に与えられる30日間の「生存者の休暇」を得ることが出来るかどうかを尋ねた。しかし30日間の休暇は与えられなかった。怪我で入院した者も同様だった。しかし白人の士官は休暇を受けることができた。そして志願兵との間に大きな溝を生じさせた。
何があったかを解明するために海軍査問委員会が1944年7月21日に招集された。公式議事は39日間続けられ、士官、民間人と志願兵の目撃者に対する尋問が行われた。兵器の専門家は、以前の積載任務を監督した監査役と同様に質問された。5名のアフリカ系アメリカ人が質問された。そして5名の内誰もその後弾薬の積載作業を拒否したものはいなかった。キンネ大佐はかつて自らが主導したディビジョン総トン数競争の結果が質問によって明るみに出た。しかしキンネは最も多くの総トン数を積む競争が危険な状況を生み出したわけではないと述べた。

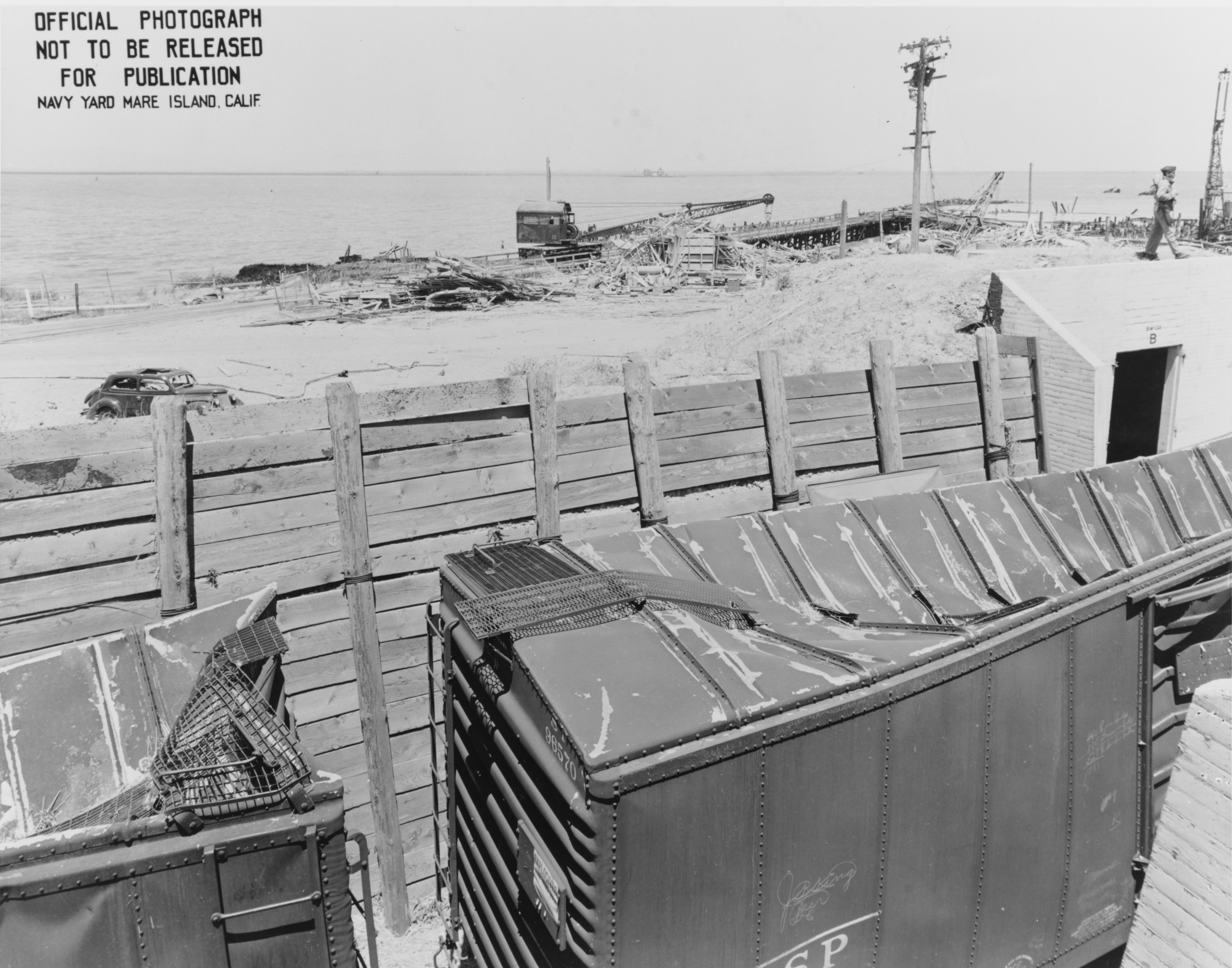
桟橋の近くの護岸の中の有蓋貨車は、爆発の圧力によって押しつぶされた。

質問は、破壊活動、不完全な燃料積み込み手順、「キノールトビクトリー」の係留設備の故障、弾薬の欠陥、兵器の過敏な要素の存在、蒸気ウインチに関する問題とその操作、荒っぽい取り扱いが関与している可能性がある爆発までのシナリオに及んだ。海軍はディビジョンの搭載数争いが誤っていたわけではないと確定した。しかし一方で、「爆薬の積載は、決して競争の原因であってはならない」と法務官は警告した。弾薬を扱う士官は、罪の意識から解放された。レポートは示した ― 爆発の原因は確定できなかった。しかし下士官兵によって兵器の取り扱いにおいて犯される間違いが核心で最も可能性が高いことを。一方で、爆薬の取り扱いにおける、兵員のトレーニング不足による可能性について全く言及しなかった。
海軍は議会に各々の犠牲者の遺族に5,000ドルを与えるよう要求した。下院議員ジョン・E・ランキン（ミシシッピ州・民主党）は、大半の死者が黒人であることを知ったために金額を2,000ドルに縮小されるべきであると主張した。議会は補償額3,000ドルで合意して「未知数、米海軍、1944年7月17日」と刻まれた墓石を地方の墓地に据えて、ほとんど残らなかった犠牲者の亡骸を埋葬した。数年後、1949年3月4日に、爆発で死亡した18名の商船隊員の相続人は、合衆国カリフォルニア州北部地区連邦地方裁判所で同意判決の承認を得た後に、合計390,000ドルが交付された
。
犠牲者のための記念式典は1944年7月31日に行われた。カールトン・H・ライト海軍大将（第12海軍地区司令官）は不運な死についてと、基地を戦争の間、機能させ続けるその必要性について述べた。彼は桟橋の近くで護岸の中に駐車される鉄道車両で火災を食い止めることに成功した、4名の士官と兵員に、海軍として勇敢さに対する海兵隊勲章を授与した。
ライト大将はすぐさま、メア島の100名の兵員とポートシカゴのもう一つのディビジョンで、白人水兵の2つのグループに黒人水兵をローテーションさせて弾薬を積ませる計画を実行し始めた。黒人水兵を指揮するために黒人士官を使う計画は進められなかった。そして計画は人種差別撤廃にはほど遠いものだった。ライトはワシントンD.C.に事件の報告をし、こう述べた「ポートシカゴの惨事から起因している大きな畏怖は、必要とされている作業を実施することに対する拒絶を生じさせる」。ライト大将のレポートは作業停止の動機付けが「大きな畏怖」であったという彼の意見を加えた海軍長官ジェームズ・フォレスタルによって、フランクリン・D・ルーズベルト大統領に報告された。フォレスタル長官は弾薬を積み込む人員の白人部隊が「黒人に対する差別のいかなるそぶりも避けよ」という命令でローテションに組み込まれる事になっていると話した。ルーズベルトは、妻であるエレノア・ルーズベルトのアフリカ系アメリカ人のための公民権運動の擁護活動が進行中であることを知って、彼女へコピーを送り届けた。

## ポートシカゴの反逆

### 最初の行動
NSGLでのトレーニングから新しい補充兵で補強されたディビジョン2とディビジョン4、ディビジョン8は弾薬倉庫と積載桟橋があったメア島海軍工廠に連れて行かれた。1944年8月8日に、給兵艦「サンゲイ」は魚雷と他の弾薬を積み込むために埠頭に着いた。328名の水兵は、弾薬積載の危険な任務を再び始めるよう要求された。彼らは一様に恐怖を感じた。そして彼らが以前と同じ士官と状況の下では決して弾薬は積まないといった。それは大規模な作業停止であった。彼らが民間人であったなら、それはストライキと呼ばれていただろう。特に戦時には、海軍はそのような振る舞いを許さない。上官が弾薬を載せることが義務であることを明らかにした後、水兵の内の70名は考えを変え、上官に従った。8月9日になって、なおも兵器大隊の258名のアフリカ系アメリカ人水兵は、弾薬を載せることを拒否し続けた。彼らは仮設軍人刑務所または営倉として使われた（定員たった75名の）はしけに連行された。営倉の大部分の水兵は直接の命令を与えられた訳ではなかった。彼らは単に船に荷物を積むか、それとももう一つの道を選ぶか選択させられた。彼らは総じて爆発の再来が怖いと漏らした。「サンゲイ」に弾薬を載せる際に収監された水兵の代わりに民間港湾労働者請負人が呼び出された。
ディビジョン4のウインチ・オペレータであった上等兵ジョセフ・ランドルフ・スモール、囚人達の間で、通称「ジョー」と呼ばれる男はこのディビジョンのリーダーである。彼は士官によって臨時の下士官として少数の信頼できる男を集めて、囚人達によき振る舞いをさせるよう要求された。8月10日、囚人が食事のために食堂に追い立てられたために、囚人と守衛の間で衝突が起きた。小競り合いは食堂でも見られた。一部の囚人にはスプーンをとがらせて、間に合わせのナイフにしている者もいた。スモールには囚人の間の反抗的な空気がひしひしと感じられた。わき上がる緊張を打ち消して、満員のはしけに乗った夕方、スモールは短い会議を招集し「ばか騒ぎをやめるよう」言った。守衛としての白人海兵隊員がより悪いので、トラブルに関わらないためにも他の選択肢として黒人の憲兵守衛に従うこととした。彼は水兵達に言った。「ボールは士官ではなく我々が握っている。我々が彼らに何もしなければ、彼らは我々に何もすることが出来ない。我々が団結するならば、彼らは我々に何もすることが出来ない。」
1944年8月11日に、258名の水兵は、刑務所はしけから近くの競技場に追い立てられ、サイパンで必死に戦う軍隊が弾薬を必要としているという、ライト海軍大将による講義があった。彼らは積載任務に就くと思われた。そして、任務を継続して拒否することは、戦時に死刑をもたらす反抗的な行為として処遇される。ライト大将（彼はその部下のうち、約400名を1942年のタサファロング沖海戦で失った）は弾薬を載せることは危険だが、銃殺執行隊による死がより大いなる危険であると述べた。
海軍大将が去った後、水兵は自分自身を2つのグループ（全ての命令に従うか、もしくは従う意志がないか）に分かれるよう命令された。ディビジョン8は全員が全ての命令に従う方を選んだ。ディビジョン2とディビジョン4は決定が二分された。スモールと他の43名は全ての命令に従うグループを作らなかった。彼ら44名は再び営倉へ連行された。そして、残りの214名は兵舎に送られた。8月12日に、「全ての命令に従う」グループに入った者の内ディビジョン2とディビジョン4の内計6名は朝の点呼に現れることを怠った。そして彼ら6名は営倉に監禁された。そして、これで合計50名の囚人が任務を放棄したことになる。これら50名は海軍によって反逆者として特定された。
8月を通して、258名全ての水兵はキャンプ・シューメーカーに連れて行かれ、そこで尋問を受けた。「反逆者」50名の内49名は、キャンプの営倉に収監された。ジョー・スモールは独房監禁に置かれた。各々の水兵は士官によって、時に武装した守衛の面前で尋問を受けた。質疑は作業停止の、そして刑務所はしけで誰が何を言ったかの、首謀者を特定することに集中した。一部の水兵は、書面での声明が彼らの言ったことを正確に反映していないことを知るやいなや、署名することを拒否した。他の者は彼らが署名する他ないと感じた。彼らは士官によってそうするよう命令されていた。数人の者は、全ていかなる声明も与えることを拒否した。他の者は率直に話した。そして、士官が被告側弁護人としてそこにいたと考えた。
全ての尋問が終わった後、208名の水兵は米国海軍の政府のための第4条の命令に従わないことで、即決の軍法会議で有罪判決を下された。各々の水兵は3ヶ月の減俸処分を受けた。彼らの数人は、来るべき反逆会議の証人として抑留された。残りはより小さなグループに分けられ、太平洋の戦域の様々な場所に船で送られた。208名の内の一人、カール・タグルは1998年に一連の太平洋信託統治諸島でまるで便所を片付けて、吸い殻を拾うような卑しい任務を任されたと言った。現役勤務からもどった後に、彼ら各々は、実質的に全ての退役軍人給付金を失うことを意味した不品行除隊を受けた。

## ポートシカゴの50人
50名の残りの水兵は「ポートシカゴの50人」として知られ、命令に従わず、「上位の軍部当局を蹂躙する計画的な目的と意図」で反逆を犯すことで1944年9月のはじめに正式に起訴された。合衆国が戦時に入った時から、これは死によって罰せられる犯罪であった。たとえ死刑でなくとも、彼らは15年の懲役刑を受ける可能性があった。

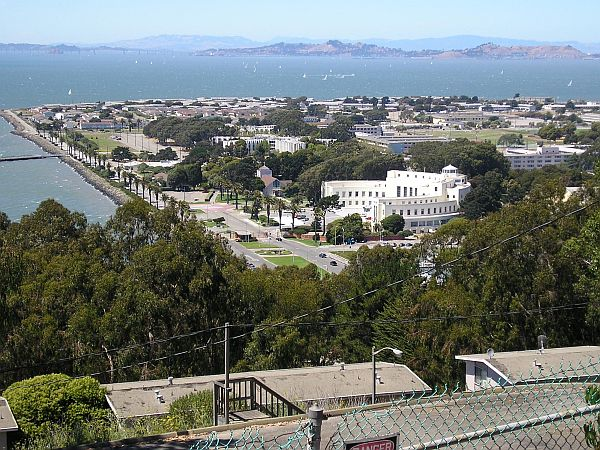
トレジャー島（2007年）

海軍はオークランドとサンフランシスコの間にあるトレジャー島の使われなくなった兵舎ビルで軍法会議を設置した。主要紙と地方紙の記者達は、議事を見るために招待された。海軍広報担当者は、軍法会議を第二次世界大戦で最初の反逆会議であり、海軍にとって最も大規模な軍法会議と説明している写真とプレス声明のリポーター・コピーを与えた。7名法廷の司令官に選ばれたのはヒューゴ・ウィルソン・オスターハウス大将（海軍兵学校1900年卒業）であった。起訴チームは地方検事アール・ウォーレンの下のアラメダ郡の副主任検察官として最近仕えるようになったジェームズ・F・コークレー少佐によって指揮された。被告人を弁護するにあたっては6名の海軍弁護士がチームリーダーとして取り仕切り、その他に被告10名毎に1名の弁護士がついた。ジェラルド・E・ヴェルトマン大尉は、弁護側の先頭に立った。
ヴェルトマン大尉と彼のチームは、弁護の準備をするために、軍法会議の前に被告人と話をした。彼らは50名全員が経験豊かな船積み人である訳ではないことに気づいた。営倉に連行された水兵の内2名は弾薬をこれまで載せた経験がなかった。彼らは積載には向かない体調ゆえに永続的にコックの任を与えられていた。彼らが弾薬を載せる意志を尋ねられた時2名のコックは「いいえ」と答えた。50名の別の1名は、損傷した手首に吊り包帯をしていた。彼もまた弾薬を載せるかどうか尋ねられた。彼は「そうしない」、と答えた。より重要なことは、ヴェルトマン大尉は水兵達が上官から命令を得ようと企まなかったことだと感じた。公判前の要約において、ヴェルトマン大尉はウィンスロップの軍法と先例から反逆の定義を引用して、50名の水兵に対する正式な容疑が彼らが一丸となって故意に「軍当局を奪うか、破壊するか、蹂躙する」と企んだことを主張することが出来なかったので、反逆容疑が退けられるよう求めた。コークレー少佐は軍法の下に2名以上の水兵によって、働くことに対する持続的な拒絶 ― 民間人の間で「ストライキ」と呼ばれている事 ― がつまり、軍当局を蹂躙する謀議の十分な根拠で、反逆に等しかったと、要約で述べて、反論した。オスターハウス大将はコークレー少佐に賛成して、ヴェルトマン大尉の申し立てを拒否した。予定されたように、軍法会議は進行した。

## 起訴
軍法会議は ― 「無罪」であると申し立てている50名の水兵の各々で ― 9月14日に始まった。コークレー少佐は、起訴の証人としてポートシカゴとメア島から士官を呼ぶことから始めた。ライダー通り海軍兵舎のジョセフ・R・トービン中佐は、彼は個人的に水兵の内6、7名に8月9日に弾薬を載せるよう命令したが、仮にあるとしても、他でそのように命じられたことを確かめることはできないと言った。彼は、彼が話した水兵が弾薬を載せることを除いていかなる命令にも従う気があるとも言った。それほど各々の水兵は、また起きるかもしれない爆発に畏怖を表していた。トービン中佐は、男が攻撃的でなく、失礼でもないことを確かめた。アーネスト・デルッチ大尉（ポートシカゴ・ディビジョン4の司令官）は彼が個人的に50名の内わずか4名に弾薬を積むよう命令したと証言した。またデルッチ大尉はディビジョン8の水兵が言ったことを小耳に挟み、証言した。「白人野郎のくそったれのために仕事などいかない」。反対尋問で、誰がそれを言ったかについては特定することが出来なかった。コークレー少佐が、それが謀議の証拠であると説明した後、ヴェルトマンはこの噂に反対したが、覆された。
9月15日、引き続きデルッチ大尉が証言台に立った。そして、彼らは爆発を恐れたので、彼の部下の何名かが、彼らが全ての命令に従って、弾薬積載以外は全ての任務を果たすと自分に話した、と言った。またデルッチ大尉はコックと手首を損傷した水兵が50名の被告の中の、彼のディビジョンの25名の水兵の内の2名であることを確認した。デルッチ大尉はコックと2名目の男について、体調がいつもの調子ではないと思うと付け加えた。特にコックには神経系の発作の傾向があって、それは桟橋で働く職業病と見なされた。
後日の軍法会議でカールトン・モアハウス大尉（ポートシカゴのディビジョン8の司令官）は証言台に立って、8月9日の問題の1回目の兆候で、彼が部下を集めて、名前をアルファベット順に読み上げ休みをとらせたと言った。そして各々の水兵に任務を命じた。104名の内96名は拒絶して刑務所はしけに連行された。しかしこれらの水兵全員は8月11日のライト大将の演説を聴いた後、考えを改め、任務に同意した。なのでモアハウス大尉の部下は誰一人反逆による審理中の者はいなかった。モアハウス大尉はヴェルトマン大尉に、彼の部下の何名かが信管装備の弾薬を取り扱うのが怖いと言ったことを確認した。モアハウス大尉の後で、ジェームズ・E・トービン大尉（ディビジョン2の司令官）は証言台に立った。ライト大将が銃殺執行隊について話した後、まず最初に任務を拒否していた87名が22名まで縮小され、トービン大尉（ジョセフ・R・トービン司令官とは関係ない）と精神的な共感を得た。トービン大尉は彼らが、怖いと言って、また任務を拒否した時、彼は翌朝さらに3名を営倉に連行したと述べた。トービン大尉はディビジョン2からの被告人の一名について、彼は体重が104ポンド(47kg)しかなかったので、問題なく弾薬を積ませるにはあまりに細く、永続的にコックの任務を割り当てられたと主張した。
証言のここ数日間は、ディビジョン2、ディビジョン4、ディビジョン8からの反逆の罪で訴えられていないアフリカ系アメリカ人の志願兵による証言に終始した。これらの男の一部は即決の軍法会議で命令に従わなかった件で既に有罪判決を受けている。男は何点かの証拠について同意した。それは8月9日につながる彼らの間の大規模な作業停止の話であった。一部の水兵（50名の被告の誰でもない）は弾薬積載を避けるために嘆願書を回して署名したこと。そしてジョー・スモールは刑務所はしけの会議において意見を述べ、士官に従い、整然としたやり方で振る舞うよう訴えたこと。コークレー少佐は、ヴェルトマン大尉によって証拠として男の署名がなされた声明を持ち込むために異議を申し立てられた。法廷は質問に対する答えとしての男の記憶をよみがえらせるのに用いる声明を許可した。
9月22日、コークレー少佐は件の訴追事件を要約した。彼の狙いは法廷で謀議が行われたことを証明することだった。士官からの大量の報告と証人として出廷した男の証言は首謀者と扇動者が当局に対する反逆を強制したという結論を支持する。一方ヴェルトマン大尉は弾薬を載せるのを命じられたのは被告人の少数しかいなかったと指摘した。それは、彼ら全員が命令に従わないという罪を犯している可能性が無いことを意味した。法廷は、しかし全ての点でコークレー少佐側に味方するようであった。そして起訴側に賛成して各々の異議を解決していった。

## 弁護
ヴェルトマン大尉は、彼の最初の弁護で勝利を収めた。全体の流れとして、この判決は有利だった。しかし実際には法廷が各々の被告人のためにメモを注意深く取っておいたならば、それは士官のためになるだけだろう。しかし実際には、一名の特定の裁判官が定期的に休廷をうとうとしながらうなずいて示し、法廷は時々眠たそうな記者によって観察された。
9月23日から3週間以上継続して、被告人の各々はヴェルトマン大尉の弁護において証言するために証言台に導かれた。被告の一般的な傾向は弾薬を積むことに対し、すべては更なる爆発が怖かったこと以外は、彼ら全員がいかなる命令にも従う意志があったと言うことであり、そして任務を放棄するよう促す首謀者はおらず、各々は彼ら自身の意志で決定したことである。また一方で各々の被告人は、彼ら自身が他の者に任務を放棄するよう強制することもなかったと言った。士官が関連した方法のいくつか、キャンプ・シューメーカーの尋問の後で、彼らは「言わなかった」という一文を含んでいる声明に署名させられるという大きな圧力の下にいた。一部の男は、はしけの会議でジョー・スモールが反逆を強行しなくて「握っているボール」によって影響のある士官に対して、いかなるフレーズも述べなかった、と言った。証人台の上でスモールはそのようないかなるものを言うことを拒否した。
コークレー少佐の反対尋問は署名された声明を証拠として認めさせることから始めた。ヴェルトマン大尉は各々の声明は脅迫によって得られたものであり、任意ではなかったと反論した。コークレー少佐は声明を脅迫のような強要がなく、また供述書に任意の状況を必要としないことを単に「告白」だけと表現した。オスターハウス大将は、コークレー少佐が各々の男の署名された声明が何を含むかについて、これに基づく質疑を被告に尋ねることができなかったために、証拠として声明を採用出来ないと決定した。
彼らはそのようないかなる命令も行かなかったが、直接指名された内の何名かは任務に就くと証言した。オリー・E・グリーン上等兵（彼は8月9日の最初の作業停止の前日に偶然手首を怪我した）は、直接命令を受けたものとして先の士官の証言を聞いたが、士官が彼の手首の具合はどうであるか尋ねるだけだったと言った。グリーンは「そうは良くない」と応じた。
グリーン上等兵の証言の終わりに、彼は弾薬を載せるのが怖いと法廷に話した。「誰が最も多くの弾薬を搭載するかについて各々のディビジョンを競争させている士官、そしてそれが弾薬であることも知っていた。それは再び爆発する可能性が高かった。我々が素早く作業しないならば、彼らは我々を営倉に連行させようとした。しかし幹部がドックに降りた時は彼らは我々が減速するよう望んだ。」これは新聞記者がポートシカゴでディビジョン間の搭載数スピードコンテストを聞いた最初である。そして各々の記者はその翌日報道されるこの意外な事実を特徴とする記事を送った。海軍当局は、すぐさまグリーン上等兵の申し立てを拒んでいる声明文を発行した。
彼がキャンプ・シューメーカーで尋問を受けている間、若干の質疑に答えることを拒否した後、別の水兵はコークレー少佐が彼を銃で撃たせると脅迫したという、不意の証言を得た。反対尋問においてコークレー少佐と直面する時でもアルフォンソ・マクファーソン上等兵は、自身の証言を曲げなかった。コークレー少佐はどんな人物であれ脅すということを否定した。そして、そのような認識が個人に対する侮辱であったと気色ばんだ。ヴェルトマン大尉はまた、証拠についてのこの情報が、彼には初耳であると答えた。その翌日、コークレー少佐は報道機関にヴェルトマン大尉がマクファーソン上等兵に入れ知恵していることを責めている声明文を出した。

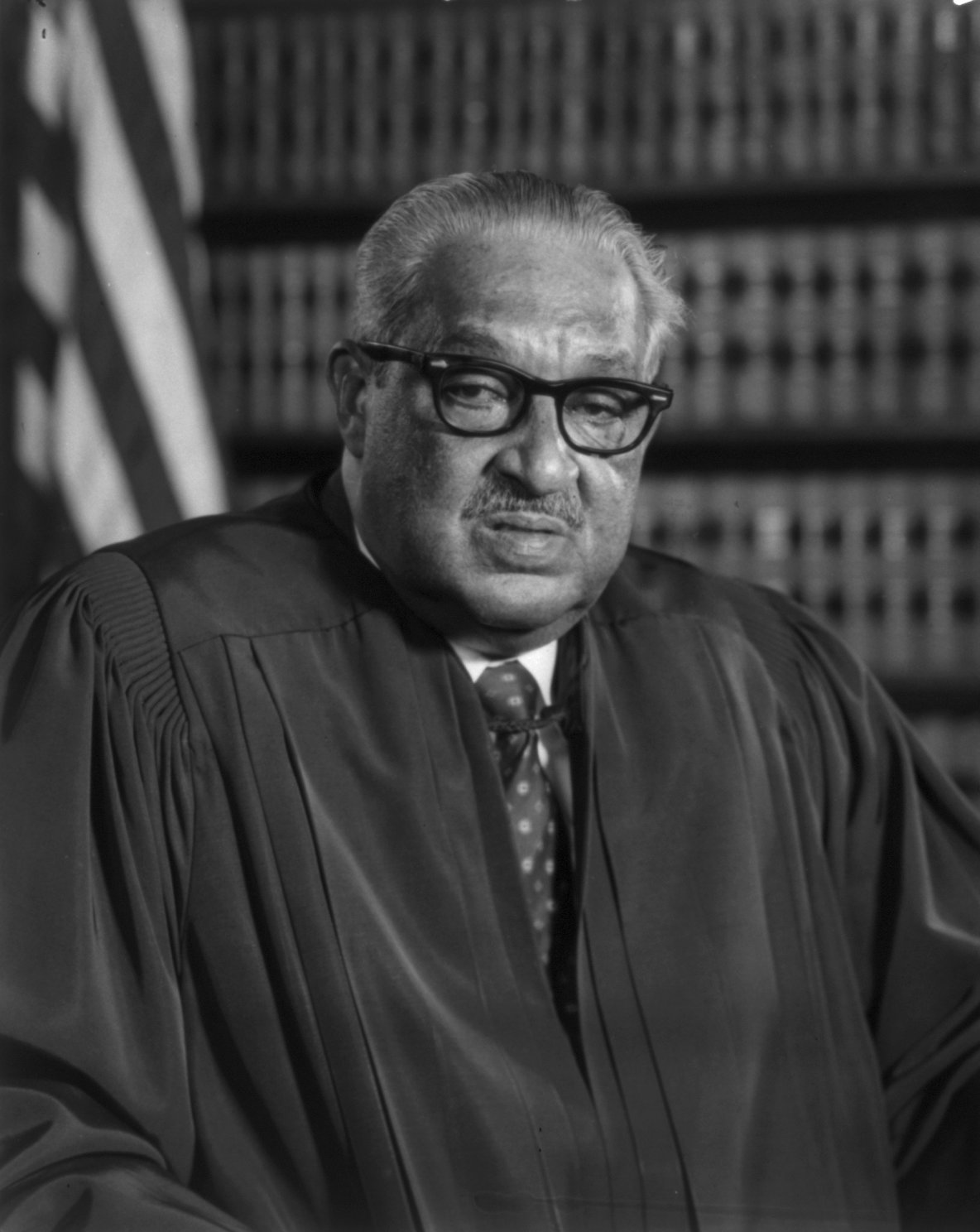
サーグッド・マーシャル（1976年）

10月8日、この日は被告人証言であった。同日、サーグッド・マーシャル（全米黒人地位向上協会(NAACP)の主任顧問）は会議を傍聴した。マーシャルは、フォレスタル海軍長官によって特別な戦時旅行優先席が手配され、サンフランシスコ・ベイエリアに飛んだ。NAACPは、米海軍の、昇進の希望無く黒人を汚くて危険な任務に配置する方針に、反逆会議を最高重要課題とした。マーシャルは軍法会議を傍聴するための許可は得たが、あくまで民間人としてであり、彼は男の弁護を公式に行う資格がなかった。男の内の5名が身を守るのを聞いた後に、マーシャルは50名の水兵と話して、そしてヴェルトマン大尉の弁護団とした。その翌日、マーシャルはマスコミ会見を開いた。そして、コークレー法務官が偏見を抱かせる方法で事件を取り扱っていると告発した。マーシャルは、会議の調査と被告人と彼との会話から大規模な反抗でなく、より小さい容疑である個々の反抗のために軍法会議にかけられているのを、ただ見ていることしかできないといった。
弁護側は、巨大な爆発が男に畏怖を生み出すことを確認した海軍精神科医から、さらに数日証言を得るため継続した。デルッチ大尉配下の黒人下士官は、彼が軽蔑的な意見、または何か企んでいる時の意見を聞くことはなかったし、水兵全員が突然8月9日にドックに向かって行進することを拒否したことは驚きを禁じ得なかったと証言した。
マーシャルは、NAACPによって任務放棄を指揮した状況の正式な政府調査を要請していたという発表で、もう一度10月17日に関するニュースで、彼自身が調査を行うと発表した。彼は、3つの状況に注目を促した。人種隔離のある陸上勤務に大多数のアフリカ系アメリカ人を配置する海軍の方針、安全でない弾薬取り扱い実践と破滅的爆発につながったトレーニング不足、爆発の後の弾薬積載に関する行動が258名の男のうちの208名と50名であまり異ならなかったにもかかわらず、50名が反逆者として選び出された不当な方法。マーシャルはディビジョン1の水兵を指し示した。8月9日の前に弾薬を載せることを拒否したが、船で送られて逮捕されることも、軍法会議にかけられることもなく、別の任務が与えられた。
コークレー少佐の証人による反論は、キャンプ・シューメーカーで囚人に質問した士官で構成された。反論は十分に行われなかった。ヴェルトマン大尉が彼らから証言を引き出すことが出来たので、被告人の幾人かは尋問のいくつかが見張っている武装した衛兵と行われた、そして声明文を作成することを拒否することが出来るとは知らなかった。彼らがもう一つの爆発を恐れた囚人の説明の、ごく少数の声明文しか提示されなかった。そして、士官が謀議の証拠のためにコークレー少佐の要求を満たすであろう尋問の部分を強調した。コークレー少佐の最後の反論証人は10月19日に証言した。そして、全法廷は両者が最終弁論の準備をする機会を与えるために10月20日を必要とした。

## 最終弁論
彼の最終弁論において、コークレー少佐は反逆的な出来事を時系列に連続して述べた。コークレー少佐は任務を拒否して、弾薬積載から逃れようとすることについての、水兵の企みが8月9日の大規模な拒絶の核心であると述べた。コークレー少佐はジョー・スモールが男と話して、彼らに団結するよう要求した時、反逆がはしけで継続して行われたと述べた。コークレー少佐は記録に彼の反逆の定義を記入した。「集団的な不服従（上級将校の合法的な命令の総体的な違反）は、反逆である。」彼は、戦時に彼らが弾薬を載せるのが怖いと認めた水兵が道徳的に低い人物で偽証を行う恐れがあったという、彼の意見を示した。
ヴェルトマン大尉は反逆的な謀議があることを否定した。そして水兵がものすごい爆発と元大隊に所属していた仲間の死体の一部を片付ける作業から生じるショック状態にあったといった。彼はキャンプ・シューメーカーの尋問では、単に彼らに何があったか理解しようとしていた、そしてこれらの討論で水兵が反逆的でないと言ったし、彼らは基本的に謀議に荷担することなど出来なかった。ヴェルトマン大尉ははしけの上でのスモールの4,5分のスピーチが秩序を維持するという、スモール自身の義務の遂行として示されると主張した。そして彼の上司が彼に任務を与えた。ヴェルトマン大尉は再び述べた。反逆の確立した法的定義とは、軍当局を奪うか、破壊するか、蹂躙する団結した運動である。そして、そのような行動や意図はなかった。命令に対する拒絶は、反逆ではなかったと。

## 評決
10月24日、オスターハウス大将と法廷の他の6名が80分の間協議し、50名全ての被告が反逆罪を犯したと評決を下した。各々の水兵は1等兵に降格された上に不名誉除隊、さらに15年の重労働刑を宣告された。刑が執行される前に検査のためライト大将に引き継がれる間、水兵は守衛の監視下に置かれた。11月15日にライト大将は水兵の内40名を減刑した。24名は12年に、11名は10年に、そして5名の最も若い水兵は8年にそれぞれ減刑された。ジョー・スモールとオリー・E・グリーン上等兵を含む残る10名の水兵には、15年の刑が科されたままだった。11月の下旬、50名の水兵はサンペドロ湾のロサンゼルス港とロングビーチ港近くに浮かぶターミナルアイランド連邦矯正施設に身柄を移された。

## 上訴と解放
サーグッド・マーシャルが軍法会議を見た12日間に、彼は上訴キャンペーンを張った。マーシャルは、水兵のいかなる不満も軍事法廷で公にされなかったことに気づいた。やがて法廷が軍法会議を閉じた後、マーシャルは、黒人だけがなぜ弾薬積載の任務を任されたかについて、フォレスタル海軍長官への手紙で問うた。なぜ彼らはその任務に応じた十分な訓練がなされなかったのか。なぜ彼らは速度を争うことを強制されたのか。なぜ彼らは「生存者の休暇」を与えられなかったのか。そしてなぜ彼らは昇進することを許可されなかったのか。フォレスタル海軍長官は、黒人の大勢がポートシカゴに配置された時、もちろん彼らが弾薬を載せるためにそこで作業しているだろうと優柔不断に答えた。フォレスタルは他の海軍武器ステーションでは白人のクルーが弾薬積載のために乗り込んでいたので、差別はなかったと指摘した。フォレスタルはまた、ポートシカゴでの時が軍法会議期間であったために水兵が昇進しなかった、彼らが精神的で感情的なバリアを築き上げるのを防ぐ義務を果たすのが最善であると考えたので、彼らには30日間の「生存者の休暇」は与えなかったとも言った。
マーシャルはNAACP法的擁護基金のための特別顧問としての作業を通じ、第1の行動指針が、水兵の釈放に対する一般の支持を集める目的で開始される広報キャンペーンでなければならないことを決意した。1944年11月にマーシャルは危機的な兵器庫のために扇動的な記事を書いた。そしてNAACPによって発行された。パンフレットは印刷され、配布された。そして軍法会議を非難している論説が1945年1月にアフリカ系アメリカ人の出版社から出版された。そして嘆願書が行き渡り始めた。反逆評決の逆転を要求する何千もの市民の署名を集めた。抗議集会も開催された。集会には同情を抱く力強い人々が集まった。主張は世論を変えるために圧力をもたらすよう要求された。エレノア・ルーズベルトは1945年4月にフォレスタル海軍長官にNAACPの『反逆』というパンフレットのコピーを送った。そして彼に特別な配慮をするように要求した。
それが海軍の法務科の前にワシントンD.C.に再調査のためにやってきた時、マーシャルは、50名の既決囚の水兵の各々から、書面による上訴の承諾を得た。1945年4月3日に、彼は自身の論拠を提示すると思われた。マーシャルの訴えは、直接の命令が弾薬を載せるために被告の50名全てに示されなかった、そしてたとえ命令が特定の個人に示されたとしても、命令に従わないことをもって反逆を構成することは出来ないという事例を作成した。彼はコークレー少佐が「反逆」の定義の上で故意に法廷を誤解させ、彼が採用した証拠の大半が噂に過ぎないといった。マーシャルは「被告人は、周囲の事情の組み合わせによって作られたスケープゴートであった。正義は調査結果についての完全な逆転によってのみ、成される。」と手紙にしたためた。マーシャルは「私にはなぜ2名以上の黒人が命令に従わないときはいつでも、それが反逆であるのかわからない。」と述べた。
海軍長官の事務所は、ライト海軍大将に軍法会議を再招集するよう命じた。オスターハウス大将は熟考のため、会合を開くためにもう一度法廷を呼び出した。そして1945年6月12日に、法廷は反逆の有罪判決と刑の各々について再度確認した。ライト大将は減刑判決に固執した。
太平洋戦争における日本の降伏の後、海軍はもはや他の潜在的な反体制派の軍人や労働大隊への警告としての厳しい刑を正当化することは出来なかった。1945年9月に、海軍は1年で50名各々の刑期を短縮した。ハロルド・スタッセン大佐は10月に模範囚の水兵のために刑を2年短縮するよう勧告した。1946年1月6日に50名の水兵の内47名が釈放されたことを海軍は発表した。彼ら47名は仮釈放され、、太平洋の戦域で海軍船に乗って現役任務に復帰した。そこで水兵は戦後の基地特別任務と関連した重要でない任務を任された。50名の内の2名は怪我からの回復途中であるため、しばらくの間刑務所の病院に残った。そして最後の一名は品行が悪く釈放されなかった。50名の罪を犯さなかった人々は、尊敬される状況の下で釈放が与えられた。海軍はこのときおよそ1700名の収監された男に恩赦を与えた。

## 政治と社会への影響
ポートシカゴの惨事は、海軍による、そして社会全体の人種差別問題を照らし出した。災害の1年前、1943年中頃には、米海軍には一名の黒人士官もおらず、任務中の100,000名以上のアフリカ系アメリカ人水兵がいた。ポートシカゴの惨事が発生した月にピッツバーグ・クーリエという主にアフリカ系アメリカ人のための全国紙では、事件の人種的な不平等に対する勝利のキャンペーンを張り、以降の反逆会議と関係を持った。反逆会議は、その時に軍隊における緊張した人種関係を強調すると見なされた。
1944年末に、当時激しい人種差別の状況の元で、人種騒乱がグアムの海軍基地でも発生した。1945年3月には、建設工兵大隊（シービー）は、差別的な状況に抗議して1,000人のアフリカ系アメリカ人がカリフォルニア州ポートワイニーミの基地でハンガーストライキを行った。後の事件に続く週に、アーネスト・キング元帥とフォレスタル海軍長官は、海軍の中で完全なる人種差別撤廃の計画に関して民間人のレスター農民教材組合員と共に作業を行った。ポートシカゴの惨事は人種間問題に関して、新しい規範を実現する推進力を引き起こすのを促進した。
後の1990年に始まった、25名の連邦議会議員によって指揮されたキャンペーンは、囚人達の身の潔白を証明することが出来なかった。ゴードン・コラー（爆発の時の先任伍長）は1990年に面談を受けた。コラーは危険に直面して弾薬を載せ続けた彼自身のような何百名もの水兵を「事実として認められなければならないもの」であると述べた。1994年に、海軍は軍法会議判決を覆すための4名のカリフォルニア州議員による要請を拒否した。海軍は人種的な不公平が水兵の弾薬積載任務の原因となった。しかし軍法会議では偏見は生じなかったと考えた。
フレディ・ミークス（50名のグループの間で未だ存在する少数派の1名）は、大統領に恩赦を請願するよう求められた。ポートシカゴの50名の他の者は恩赦を求めることを拒否した。彼らは、彼らが反逆で無罪だったという立場を保ち続けた。ミークスは恩赦を得ようと努めた。そして「私はアメリカ全土でそれについて広く知ることを望む…私は長年隠れ続けていた。」と述べた。1999年9月に、ミークスによる嘆願書はジョージ・ミラーを含む議会の37名によって支持された。彼らは被災地を包含している地域の米国下院議員であった。37名の連邦議会議員はビル・クリントン大統領に書簡を送った。そして1999年12月にミークスは特赦された。ミークスは数年後の2003年6月に死去した。死後も50名全ての水兵の身の潔白を証明する努力は続いた。2004年にポートシカゴの惨事についての著書を著したロバート・L・アレンは言った。「今日、これらの有罪判決を常に忘れないでいることは重要なことである。

## ポートシカゴ海軍武器庫ナショナルメモリアル

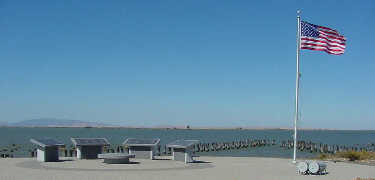
ポートシカゴ武器庫ナショナルメモリアル。

ポートシカゴ武器庫ナショナルメモリアルは、1994年爆発で失われた生命に捧げられた。国立公園局はメモリアルを設計して維持するよう指示されている。連邦議会議員ジョージ・ミラーは、2002年にこの場所を国立公園に格上げしようと努めた。しかしこの努力は報われず、状況に変化をもたらさなかった。2006年に地方の新聞記事に、コンコー海軍武器ステーションの敷地の中の、基地の施設としては1988年から使われなくなったチャペルの不安定な状況を強調する記事が載った。1980年のチャペルは、地方の歴史家ジョン・ケイベルによって、鉛のペンキと腐りかけの床、その見る影もない状態により救済できないと言われた。ケイベルは災害に対する捧げ物として1991年に作られたステンドグラス窓に注意を促した。そして、それらは一旦解体されて、再びはめ込まれるはずだったことに気づいた。2008年3月にミラー議員によって議会に提出された請求の通過の後、国立公園局は議会によってメモリアルを管理するように指示された。2008年7月10日に、土地が人間の健康にとって安全であるとの判決が下され、バーバラ・ボクサー上院議員は5エーカー（2ヘクタール）メモリアルを拡大する法律を提出した。しかし2008年ポートシカゴ武器庫ナショナルメモリアル拡充法は、投票にはいたらなかった。ミラーはもう5エーカーの土地を求めるために今度は「2009年ポートシカゴ武器庫ナショナルメモリアル拡充法」を提出した。コンコードとイーストベイの公園地区の町が「記念のために訪問客と駐車のための設備、行政庁と官庁の倉庫を設立して、運営する」ために許可された。ただ請求は考慮中のままである。
ただこの場所は今でも現役の海軍基地の中に位置していて、訪れるためには予約が必要である。訪問客は滞在時間として90分のみ許可されて、コンコード海軍武器ステーションのオフィスから、国立公園局の車両でメモリアルに往復することになる。

## 核爆弾説
ポートシカゴの爆発は、マンハッタン計画に取り組んでいるロスアラモス国立研究所チームによって調査された。結果として生じる損害は2000トンのTNT火薬の破壊力に匹敵する、比較的小さな核爆発の影響と類似していると見なされた。ロスアラモスの写真技術者ポール・マスターズは、研究文書のいくつかについてコピーを取り、それらを彼の施設に保存した。1980年にジャーナリストであるピーター・ヴォーゲルはフリーマーケットでマスターズの文書の1部を発見して、テキストに関する一つのセクションが「模式的なポートシカゴ様式の18,000フィート外部に立ち上ったキノコ雲と火球」と読めることに気がついた。ヴォーゲルはポートシカゴの爆発が核爆弾に起因したという可能性を研究し始めた。1982年にヴォーゲルは彼の理論を公にした。そしてベイエリアのマスコミで嵐のような論争が高まった。ヴォーゲルは20年の間手がかりを探し続けた。そして最終的に著作を著して、2002年にポートシカゴの爆発が核兵器である可能性をさまざまな理由から詳細に検証しているウェブサイトを立ち上げた。彼の理論を支持する確かな証拠を見つけることが出来なかったために、ヴォーゲルは2005年にその理論を放棄したかのように見えた。ヴォーゲルのウェブサイトは2009年に別のサイトで開設された。

## 関連文献
- Port Chicago Mutiny—A National Tragedy. San Francisco: KRON-TV. 1990年. 2009年3月4日閲覧。[リンク切れ] Will Robinson and Ken Swartz produced a documentary about the explosion and trial, interviewing mutiny convict Joe Small and his defense lawyer Gerald Veltmann as well as Percy Robinson, a seaman who returned to loading ammunition after the first work-stoppage and Robert Routh, Jr., a seaman who was blinded in the blast. Danny Glover provided narration for the story which included dramatized scenes depicting events as they might have occurred in 1944. The documentary was nominated for the Peabody Awards and won an Emmy Award.
- Meeks, Joe (1996年9月27日). "The Job That Takes Over Your Life". This American Life (Interview). Interviewed by Dan Collison. 2009年3月11日時点のオリジナル (audio)よりアーカイブ。2009年3月4日閲覧。
- Mutiny. 1999年. 2009年3月4日閲覧。 The story of the Port Chicago 50 was the subject of the TV film Mutiny which was written by James S. "Jim" Henerson, directed by Kevin Hooks and included Morgan Freeman as one of three executive producers.
- Port Chicago. 2002年. 2009年3月4日閲覧。 The disaster was featured in an episode of the television drama series JAG. The episode was titled "Port Chicago".